# Pénélope Bagieu
Pénélope Bagieu, née le 22 janvier 1982 dans le 14e arrondissement de Paris, est une dessinatrice de bande dessinée française. Elle s'est fait connaître grâce à son blog BD Ma vie est tout à fait fascinante, où elle expose des instants de sa vie quotidienne, et a publié plusieurs albums dont la série Joséphine (2008-2010), Cadavre exquis (2010) et Culottées (2016-2017). Ses albums ont remporté plusieurs prix, dont un Prix Eisner en 2019.

## Biographie
Pénélope Bagieu naît en 1982. Elle passe son enfance en Corse. Sa mère est journaliste, son père effectue différents métiers. Elle passe un baccalauréat économique et social et entre à l'École nationale supérieure des arts décoratifs de Paris, dont elle sort avec les moins bonnes notes de sa promotion puis au Central Saint Martins College of Art and Design. Elle pratique notamment le multimédia et l'animation. Après son diplôme, elle revient à une activité d'illustratrice.
Entre-temps, elle réalise un court métrage d'animation intitulé Fini de rire, qui est diffusé sur Canal+ et lui vaut diverses nominations dans des festivals de films, notamment en 2006 au Festival international du film d'Amiens et en 2007 au Festival international du film d'animation d'Annecy.
Elle réalise les illustrations d'une campagne publicitaire pour les surgelés Marie, sur support télévisuel, en affichage et sur Internet. Elle se fait surtout connaître par son blog BD Ma vie est tout à fait fascinante, où elle relate avec humour sa vie quotidienne.
En septembre 2008, sort le premier volume de Joséphine, une bande dessinée dont elle assure elle-même les textes et les illustrations, qui met en scène un personnage commandé par le magazine Femina.
En mars 2008, elle conçoit le personnage de Charlotte pour le lancement d'un nouveau magazine, Oops et publie chaque semaine ses aventures.
Pour Noël 2008, elle met en place le site web Mon beau sapin en partenariat avec la Croix-Rouge et Orange, dans le but d'offrir des cadeaux aux enfants défavorisés.
Depuis avril 2009, elle anime une rubrique sur le site madmoiZelle.tv où elle propose ses coups de cœur BD en vidéo.
Pénélope Bagieu anime les soirées We Are the 90’s où elle est plus connue sous le nom de DJ Brenda.
Elle publie en 2010 Cadavre exquis, sa première nouvelle graphique pour laquelle elle se charge du dessin et du scénario. Ce premier album lui vaut le prix SNCF au festival d'Angoulême en janvier 2011, ainsi que le prix dBD du meilleur album humour.
Elle participe au festival de Cannes 2011 en tant que chroniqueuse pour la chaîne Arte.
En 2012, elle publie La Page blanche en collaboration avec le dessinateur Boulet. Ce dernier réalise le scénario alors qu'elle est la dessinatrice.
En février 2013, à l'occasion du 40e festival international de la bande dessinée d'Angoulême, elle est nommée chevalier des Arts et des Lettres par la ministre de la Culture et de la Communication, Aurélie Filippetti.
Le 19 juin 2013, sort le film Joséphine, adapté de sa bande dessinée par Agnès Obadia avec, dans le rôle-titre, Marilou Berry.

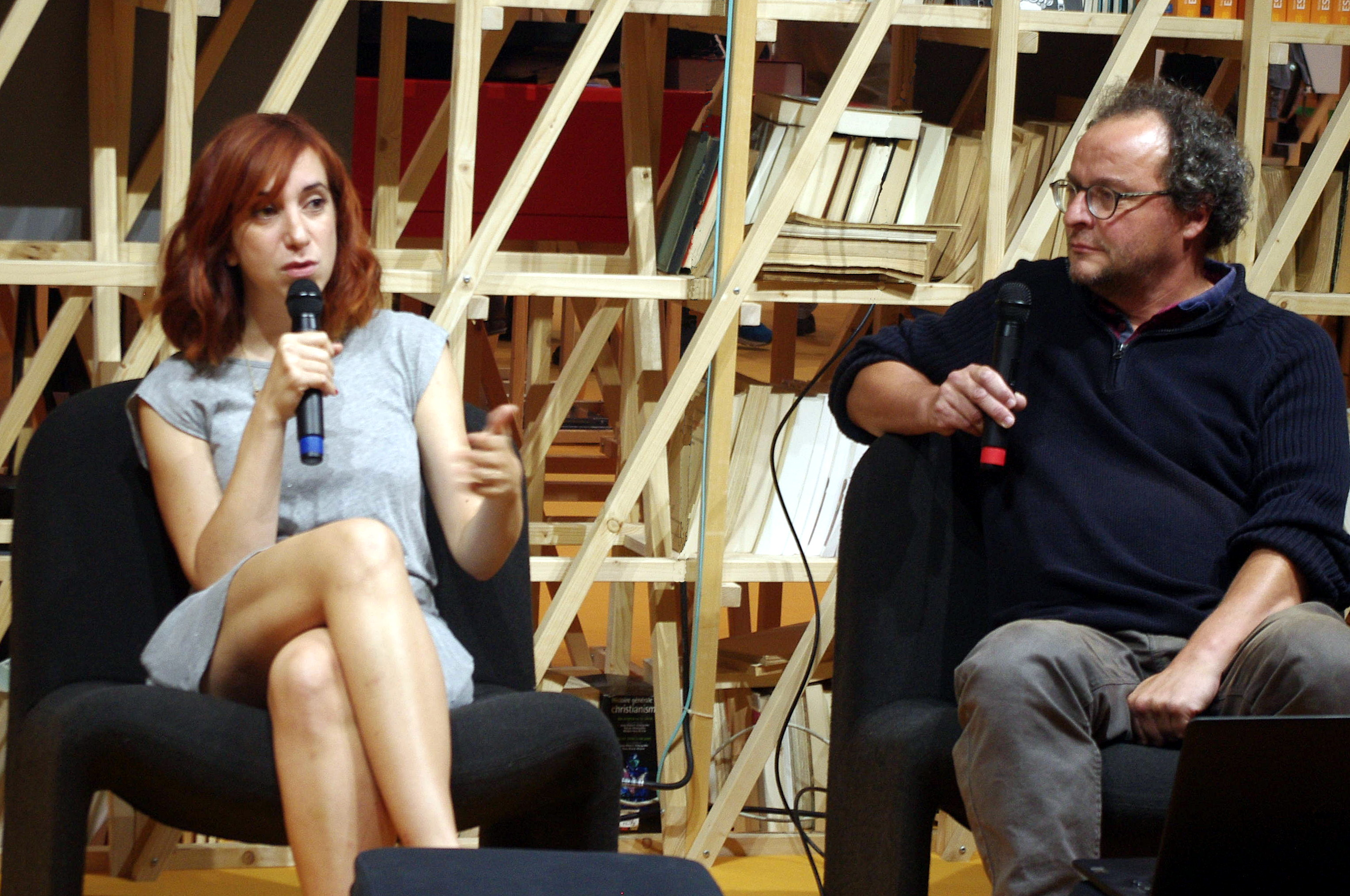
Pénélope Bagieu à la foire du livre de Francfort 2017.

En septembre 2013, elle publie avec Joann Sfar le premier tome de Stars of the Stars. Sfar réalise le scénario et Bagieu les dessins.
En novembre 2013, Pénelope Bagieu publie sur son blog une mini-bande dessinée humoristique destinée à alerter le public sur les dangers du chalutage profond, après avoir rencontré Claire Nouvian — la fondatrice de l'association BLOOM — lors de sa Conférence TED à Paris. Invitant par la suite ses lecteurs à signer une pétition de l'association, le billet a permis de recueillir des centaines de milliers de signatures,.
En 2015, elle s'installe à New York pour finir son album California Dreamin'.
En 2016, sort au cinéma Joséphine s'arrondit, réalisée par Marilou Berry, suite du film Joséphine, l'adaptation de sa série de bandes dessinées éponyme.
Elle dessine Culottées, dont elle met en ligne les planches sur un blog hébergé par lemonde.fr, puis qu'elle publie sous forme d'album en deux tomes, parus pour le premier tome en septembre 2016 et pour le second janvier 2017,. Deux ans plus tard, elle reçoit le Prix Eisner de la meilleure édition américaine d'une œuvre internationale, l’une des plus hautes distinctions mondiales de la bande dessinée, au festival Comic-Con de San Diego.
Le 5 octobre 2019, elle inaugure la bibliothèque municipale de Belleu qui porte son nom.
Elle publie en janvier 2020 une adaptation de Sacrées sorcières, de Roald Dahl, le livre préféré de son enfance.
Depuis 2020, elle participe à l'actual play La Bonne Auberge.
Dans son œuvre comme ses prises de position publiques, elle est très engagée dans le combat féministe, affirmant notamment que « Si tu demandes avec une petite voix timide qu’on te fasse de la place, ça ne marchera pas ! ».
En octobre 2021, elle est nommée présidente de la commission d'aide sélective en fiction et animation du Centre national du cinéma (CNC).
Elle publie en novembre 2021 Les Strates, une bande dessinée autobiographique contant sa jeunesse, sa relation avec sa famille, les hommes et les abus dont elle a été victime,,.
Le 31 janvier 2025, elle anime sa première émission télévisée sur Culture Box sur France Télévisions sur la bande dessinée à travers le parcours d’un de ces artistes, . 

## Publications

### Bande dessinée
- Ma vie est tout à fait fascinante, Jean-Claude Gawsewitch Éditeur, coll. « Tendance fille », 2008.  (ISBN 978-2-35013-111-5)
- Série Joséphine, Jean-Claude Gawsewitch Éditeur, coll. « Tendance fille » :

1. Joséphine, 2008.  (ISBN 978-2-35013-139-9)
2. Même pas mal, 2009.  (ISBN 978-2-35013-182-5)
3. Joséphine change de camp, 2010.  (ISBN 978-2-35013-227-3)
  - Joséphine : L'intégrale, 2010.  (ISBN 978-2-35013-238-9)

- Cadavre exquis, Gallimard, coll. « Bayou », 2010.  (ISBN 978-2-07-062718-9)
- La Page blanche (dessin), avec Boulet (scénario), Delcourt, coll. « Mirages », 2012.  (ISBN 978-2-7560-2672-5)
- Stars of the Stars (dessin), avec Joann Sfar (scénario), Gallimard, 2013  (ISBN 9782070649877)
- California Dreamin (dessin et scénario), Gallimard, 2015[36].
- Culottées - Des femmes qui ne font que ce qu'elles veulent

1. Tome 1, septembre 2016  (ISBN 9782070601387)
2. Tome 2, janvier 2017  (ISBN 9782075079846)
  - Culottées - Coffret 2 volumes, novembre 2017 (ISBN 9782075091756)

- Sacrées Sorcières, d'après Roald Dahl, Gallimard, janvier 2020
- Les Strates, Gallimard, novembre 2021

### Ouvrages collectifs
- 2009 : Et soudain, ils se parlèrent… : 30 ans de vie française, Le Cherche midi, 2 vol. + CD, 341 et 45 p.  (ISBN 978-2-7491-1381-4)
- 2010 : Phantasmes, éd. Manolosanctis, coll. « Agora » (no 1), 176 p.  (ISBN 978-2-35976-002-6) : présidente du jury ayant sélectionné les récits publiés, préfacière
- 2010 : Un peu plus de légèreté dans un monde de filles, éd. Jean-Claude Gawsewitch, 96 p.  (ISBN 978-2-35013-211-2) : marraine
- 2015 : Axolot T.2, Delcourt, dirigé par Patrick Baud

### Illustrations

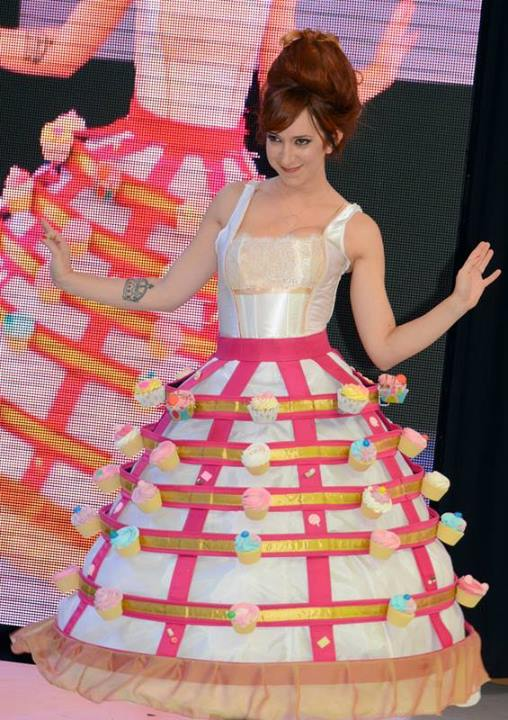
Pénélope Bagieu en 2013 au défilé de mode du Salon du chocolat.

#### Collection «Pour les filles»
Éditions Micro Application avec Femme Actuelle
- 2007 :
  - La photo numérique pour les filles, textes de Sophie Mercier  (ISBN 978-2-300-01090-3)
  - Excel 2007 pour les filles, textes de Laurence Beauvais  (ISBN 978-2-300-01091-0)
  - Internet pour les filles, textes de Claire Decroix  (ISBN 978-2-300-01089-7)
  - Windows Vista pour les filles, textes de Sandrine Camus  (ISBN 978-2-300-01088-0)

- 2008 :
  - Le shopping sur Internet pour les filles, textes de Vanina Denizot  (ISBN 978-2-300-01213-6)
  - Création de site web et blog pour les filles, textes de Marie Julian  (ISBN 978-2-300-01214-3)
  - Les petites réparations dans la maison pour les filles, textes de Faustine Sappa  (ISBN 978-2-3000-1279-2)
  - Word 2007 pour les filles, textes de Marina Mathias  (ISBN 978-2-300-01361-4)
  - Le relooking pour les filles, textes d'Attitudes relooking  (ISBN 978-2-300-01362-1)
  - Le Mac pour les filles, textes de Julia Nizard  (ISBN 978-2-300-01475-8)
  - Le savoir écrire pour les filles, textes d'Anaïs Valente  (ISBN 978-2-300-01629-5)
  - La séduction pour les filles, textes de Katia Ameur  (ISBN 978-2-300-01703-2)

- 2009 :
  - Les bons plans pour les filles, textes d'Anaïs Valente  (ISBN 978-2-3000-1834-3)
  - Le plaisir, mode d'emploi pour les filles, textes de Gaëlle-Marie Zimmermann  (ISBN 978-2-300-01944-9)
  - L'homme, mode d'emploi pour les filles, textes de Camille Anseaume  (ISBN 978-2-300-0194-5-6)

#### Collection «Patch»
Éditions First
- 2008 :
  - Patch pour trouver l'homme de sa vie, textes d'Aude de Galard et Leslie Gogois  (ISBN 978-2-7540-0650-7)
  - Patch pour être belle, textes de Rivka Valérie Nahmias  (ISBN 978-2-7540-0649-1)
  - Patch pour être mince, textes d'Aude de Galard et Leslie Gogois  (ISBN 978-2-7540-0794-8)
  - Patch pour garder sa zénitude, textes de Fanny Dalbera  (ISBN 978-2-7540-0795-5)
  - Patch pour être moi... en mieux !, textes d'Emmanuelle Rodeghiero  (ISBN 978-2-7540-0919-5)
  - Patch pour dire ouiiii au lit, textes d'Aude de Galard et Leslie Gogois  (ISBN 978-2-7540-0933-1)

- 2009 :
  - Patch pour avoir le plus beau des mariages, textes d'Harmonie Spahn  (ISBN 978-2-7540-1102-0)
  - Patch pour être au top de sa forme, textes de Marie François  (ISBN 978-2-7540-1104-4)
  - Pour rebooster son couple, textes d'Aude de Galard et Leslie Gogois  (ISBN 978-2-7540-1171-6)
  - Pour avoir une santé d'enfer !, textes d'Emmanuelle Jumeaucourt  (ISBN 978-2-7540-1287-4)
  - Calendrier de l'Avent Patch, textes de Fanny Dalbera  (ISBN 978-2-7540-1464-9)
  - Boîte à secrets Patch, boîte reprenant Patch pour être belle et Patch pour dire ouiiii au lit  (ISBN 978-2-7540-1481-6)

- 2010 :
  - Pour être fashion mais pas victime, texte de Caroline de Surany  (ISBN 978-2-7540-1847-0)
  - Pour se créer un petit nid douillet, textes de Marie François  (ISBN 978-2-7540-1612-4)
  - Pour trouver le job de ses rêves, textes de Fanny Dalbera  (ISBN 978-2-7540-1334-5)
  - Pour réussir ses sexercices, textes d'Aude de Galard et Leslie Gogois  (ISBN 978-2-7540-1716-9)

#### Avec Frédéric Ploton
- 2008 :
  - ChamaSutra, éd. La Martinière  (ISBN 978-2-7324-3710-1)
  - Cahier d'exercices pour les adultes qui ont séché les cours d'éducation sexuelle, éd. Minerva  (ISBN 978-2-8307-1015-1)

- 2009 : Cahier d'exercices pour les parents au bord de la crise de nerfs, éd. Minerva  (ISBN 978-2-8307-1127-1)

#### Varia
- 2008 :
  - Jane Austen et moi : Devenez une héroïne de Jane Austen, textes d'Emma Campbell Webster (trad. Sylvie Doizelet), éd. Danger public  (ISBN 978-2-35123-212-5)
  - Vie de merde, témoignages choisis par Maxime Valette & Guillaume Passaglia, éd. Privé  (ISBN 978-2-35076-091-9)
- 2009 : Agenda 2010, éd. Marabout  (ISBN 978-2-501-06288-6)
- 2011 :
  - Lottie Biggs n'est presque pas cinglée, textes d'Hayley Long (trad. Dorothée Zumstei), éd. Hachette Jeunesse, coll. « Le Livre de poche Jeunesse » (no 1560) / « Planète filles »  (ISBN 978-2-01-322978-4)
  - Épilez-vous ! : Manuel d'indignation à lire sur la plage, textes d'Aristophane Aisselle, éd. Dargaud, coll. « Tous ensemble tous ensemble ouais »  (ISBN 978-2-205-06892-4) : parodie d'Indignez-vous ! de Stéphane Hessel

#### Presse
- 2017 : illustrations pour le magazine Télérama du 22 novembre 2017[37] : couverture du magazine, pour le titre « Harcèlement sexuel. Et chez les jeunes ? » ; illustration du dossier « Harcèlement sexuel : un fléau sous les préaux ».
- 2017 : une et illustrations dans l'hebdomadaire Le 1 sur le thème « Délivrez-nous du mâle ».
- 2018 : une et illustrations dans le magazine Le Monde des Livres pour le numéro spécial des 50 ans.
- 2018 : une et mini BD de 6 pages dans le magazine Phosphore sur le thème « L'été de mes 17 ans ».
- 2020 : une du journal L'Humanité, le 31 décembre, où elle évoque la culture : la danse, la musique, le cirque et l'écriture.
- 2022 : dans les pages consacrées au cinéma de Télérama, une « Pénélope » de sa création remplace le petit personnage Ulysse (apparu dès 1950 dans la revue Radio-Loisirs l'ayant précédé) pour, comme lui, accompagner les textes rédigés par les critiques concernant les nouveaux films sortant en salle et synthétiser, par ses diverses expressions, différents degrés d'estime de ces œuvres[38].

#### Affiche
- 2018 : « Quel culot ! », spectacle de théâtre librement adapté de la bande-dessinée Culottées[39]
- 2018 : LyonBD Festival[40]

#### Musique
- 2019 :
  - Concert dessiné pour le Lyon BD Festival : un dessin par chanson réalisé en direct pendant le concert de Brigitte[41].
  - Pochette de l'album Toutes nues, album de Brigitte[42].

## Filmographie

### Réalisatrice
- 2006 : Fini de rire (court métrage)

### Actrice
- 2011 : Bref, épisode 16 : Bref, je me suis bourré la gueule
- 2012 : Le Golden Show, épisode 6 : Da Vagin Code
- 2020-2024 : La Bonne Auberge, Corb Murphy

## Distinctions

### Récompenses
- 2011 :
  - Prix SNCF du festival d'Angoulême pour Cadavre exquis
  - Prix dBD du meilleur album humour pour Cadavre exquis[14]
- 2018 :  prix Harvey du meilleur livre européen pour California Dreamin’[43]
- 2019 :  prix Eisner de la meilleure édition américaine d'une œuvre internationale pour Culottées[9],[44].
- 2020 : prix Babelio BD pour Sacrées sorcières, adaptation BD du roman de Roald Dahl[45]
- 2021 :  Prix des libraires du Québec BD Jeunesse[46] (Catégorie hors Québec) pour Sacrées Sorcières, d'après Roald Dahl

### Décoration
- 2013 :  Chevalière de l'ordre des Arts et des Lettres[15]

## Adaptations de son œuvre
- 2013 : Joséphine, film français, réalisé par Agnès Obadia
- 2016 : Joséphine s'arrondit (suite de Joséphine), film français, réalisé par Marilou Berry
- 2020 : Culottées, série d'animation française, réalisée par Mai Nguyen et Charlotte Cambon
- 2022 : La Page blanche, film français réalisé par Murielle Magellan
- 2024 : Culottées[47], pièce de théâtre mise en scène par Justine Heynemann